# Dispholidus typus
Il boomslang (nome afrikaans, pron. /ˈboːmslɑŋ/; nome scientifico Dispholidus typus) è un grande serpente velenoso appartenente alla famiglia dei Colubridi, che vive nell'Africa subsahariana. È l'unica specie del genere Dispholidus. Il suo nome, in afrikaans, significa "serpe degli alberi". È il più velenoso fra i Colubridi, e il suo morso può essere fatale anche per l'uomo.

## Descrizione
Gli adulti di questa specie possono superare i 2 m. La testa è corta, ben distinta dal corpo, con il muso tozzo, un po' ricurvo e dai lati leggermente concavi. Gli occhi, grandi e prominenti, hanno una pupilla tonda. Sulla mascella superiore questo serpente presenta una particolarità: oltre a sette-otto denti piccoli e pieni, sono infatti tre le zanne scanalate velenose, al di sotto della zona dell'occhio.
Essendo opistoglifo, il boomslang non possiede i tipici muscoli specializzati presenti nei Viperidi, adatti a spremere la ghiandola del veleno; di conseguenza, la quantità di veleno immessa nella preda è minima. Nonostante ciò, il suo morso può uccidere in meno di un'ora una scimmia o un cane, ed è estremamente pericoloso anche per l'uomo.
Il tronco è slanciato, compresso lateralmente e coperto di squame carenate e strette. Le femmine di solito sono di colore marrone, mentre i maschi variano dal nero al verde intenso.

## Biologia
Il boomslang è un serpente principalmente diurno e arboricolo, che si sposta molto velocemente fra gli alberi. Di norma questo serpente non è aggressivo e cerca di fuggire; se disturbato, però, si irrita e attua un comportamento minaccioso: gonfia il collo e la parte anteriore del corpo, fissando dritto verso il nemico. L'aspetto del boomslang appare raddoppiato in diametro, e le squame che coprono la pelle dilatata sono separate tra loro nettamente. A questa prima fase di minaccia, segue lo scatto fulmineo che termina in un morso profondo e molto pericoloso.
Durante la stagione più fredda, il boomslang si iberna per periodi moderati, spesso nascondendosi in nidi chiusi di uccelli.

## Alimentazione
La sua dieta consiste in lucertole arboricole (come i camaleonti), rane e occasionalmente piccoli mammiferi, uccelli e uova. Tutte le prede vengono fermate con un morso profondo; attraverso le ferite procurate entra in circolo il veleno che uccide quasi istantaneamente la piccola preda, che poi viene inghiottita intera.

### Riproduzione
Il boomslang è oviparo, e le uova (10-14 a covata e di circa quattro centimetri per due) hanno un periodo di incubazione piuttosto lungo. I nidiacei sono grigiastri, con screziature blu. Solo dopo alcuni anni raggiungono la colorazione tipica degli adulti.

### Veleno
La potenza del veleno del boomslang è molto maggiore di quella di gran parte degli Elapidi o dei Viperidi, ma la minor specializzazione dell'apparato velenifero implica che questo serpente riesca a inoculare nella vittima solo una piccola parte della sua riserva di veleno. In sostanza il boomslang è una notevole eccezione all'interno della famiglia dei Colubridi, di norma ritenuti inoffensivi per l'uomo a causa della debolezza del loro veleno, dell'inefficienza del loro apparato o delle ghiandole piccole.
Le grandi zanne del boomslang rilasciano quella che è principalmente un'emotossina. Essa impedisce al sangue di coagularsi e la vittima può morire a causa di emorragie interne ed esterne. Altri sintomi di questo terribile veleno includono mal di testa, mancanza di sonno e disordini mentali. A causa del fatto che questo veleno ha un agire lento, i sintomi possono manifestarsi dopo ore di distanza dal morso. Da una parte, questo fatto lascia il tempo per procurarsi il siero antiveleno, ma dall'altra può condurre le vittime a sottovalutare la gravità del morso. Un boomslang adulto possiede dai 4 agli 8 milligrammi di veleno, e si stima che la dose sufficiente per uccidere un uomo sia di 5 milligrammi.
Nel 1957 il noto erpetologo Karl Patterson Schmidt morì dopo essere stato morso da un boomslang. D.S. Chapman stabilì che tra il 1919 e il 1962 vi furono otto casi accertati di seri avvelenamenti da boomslang ai danni di uomini, due dei quali si rivelarono fatali. Il South African Vaccine Producers (ex South African Institute of Medical Research) produce un antiveleno monovalente per l'uso in caso di avvelenamenti da boomslang.
Il boomslang è un serpente timido, e di solito morde solo quando la gente tenta di maneggiarlo, catturarlo o ucciderlo. I dati sopra riportati, in ogni caso, suggeriscono che è improbabile che i boomslang possano essere considerati una reale fonte di morti umane in tutta la loro area di distribuzione.